# James Spader
James Todd Spader (Boston, 7 februari 1960) is een Amerikaans acteur. Hij won onder meer drie Emmy Awards, een Satellite Award en de prijs voor beste acteur op het Filmfestival van Cannes. Daarnaast werd hij genomineerd voor onder meer een Golden Globe en meerdere Satellite Awards.

## Leven
Spader is de zoon van Jean en Todd Spader. Zijn middelbare school was Phillips Academy, waar hij bevriend was met John F. Kennedy jr., maar hij verliet de school als zeventienjarige. Voordat hij fulltime acteur werd heeft hij diverse werkzaamheden verricht, zoals yoga-instructeur en vrachtwagenchauffeur. Spader ontmoette zijn eerste vrouw, Victoria Kheel, in New York terwijl hij werkzaam was in een yoga-studio en zij trouwden in 1987. Samen hebben zij twee zoons, Elijah en Sebastian. Ze zijn gescheiden. Sinds 2008 is hij verloofd met Leslie Stefanson en zij hebben samen een kind.
Onder zijn vrienden staat hij bekend als "Jimmy". Spader heeft een slecht gezichtsvermogen en wijst er graag op dat, hoewel de personen die hij speelt vaak slecht zijn, hij in werkelijkheid een aardige, vriendelijke man is.
Zijn eerste onderwijs heeft hij gevolgd aan "The Pike School" (waar zijn moeder les gaf) en "The Brooks School" (waar zijn vader les gaf). Later studeerde hij aan de "Phillips Academy", maar beëindigde tijdens de 11th grade de opleiding om de opleiding tot acteur te volgen aan de "Michael Chekhov School".

## Werk
Hij is vooral bekend van zijn rol als Alan Shore in de televisieserie The Practice en de opvolger daarvan Boston Legal. Daarnaast speelde hij rollen in films als Pretty in Pink, Sex, Lies, and Videotape, Crash, Stargate en The Secretary.
Zijn eerste grote filmrol speelde hij in 1981 in de film Endless Love en zijn eerste hoofdrol speelde hij in de jaren 80-film Tuff Turf. Hij brak door in 1987, toen hij een rol speelde als Steff in de film Pretty in Pink. Daarnaast speelde hij onder andere in de films Mannequin, Less than Zero, Baby Boom en Wall Street.
In 1989 speelde hij de rol van Graham in de film Sex, Lies, and Videotape, waarvoor hij op het filmfestival van Cannes de prijs kreeg voor beste acteur. Van 2004 tot 2008 speelde hij Alan Shore in The Practice en Boston Legal. Voor deze rol in The Practice ontving hij in 2004 een Emmy Award en voor dezelfde rol in Boston Legal in 2005 en 2007.
Spader is samen met William Shatner (voor zijn rol als Denny Crane in deze serie) een van de weinige acteurs die opeenvolgend een Emmy wonnen voor het spelen van dezelfde rol in twee verschillende series. Spader won in 2006 tevens een Satellite Award voor "Beste Acteur in een Serie, Comedy of Musical" voor zijn rol in Boston Legal en won in 2007 zijn derde Emmy Award als "uitmuntende hoofdpersoon in een televisieserie".
In oktober 2006 was Spader de verteller van de eerste aflevering uit de Discovery Channel-documentaire Discovery Atlas genaamd China Revealed. Hij heeft ook diverse reclamespotjes ingesproken voor het automerk Acura.
Vanaf januari 2013 speelt Spader  Raymond Reddington in de serie The Blacklist. Reddington is een voormalig agent van de regering en een van de FBI's meest gezochte voortvluchtige personen.

## Filmografie
- Endless Love (1981)
- Cocaine: One Man's Seduction (1983, televisiefilm)
- The New Kids (1985)
- Starcrossed (1985) (televisiefilm)
- Tuff Turf (1985)
- Pretty in Pink (1986)
- Baby Boom (1987)
- Less Than Zero (1987)
- Mannequin (1987)
- Wall Street (1987)
- Jack's Back (1988)
- The Rachel Papers (1989)
- Sex, Lies, and Videotape (1989)
- Bad Influence (1990)
- White Palace (1990)
- True Colors (1991)
- Bob Roberts (1992)
- Storyville (1992)
- The Music of Chance (1993)
- Dream Lover (1993)
- Wolf (1994)
- Stargate (1994)
- 2 Days in the Valley (1996)
- Crash (1996)
- Keys to Tulsa (1997)
- Driftwood (1997)
- Critical Care (1997)
- Curtain Call (1999)
- Supernova (2000)
- Slow Burn (2000)
- The Watcher (2000)
- Speaking of Sex (2001)
- The Stickup (2001)
- Secretary (2002)
- I Witness (2003)
- Alien Hunter (2003)
- The Pentagon Papers (2003)
- Shadow of Fear (2004)
- The Practice (2003-2004)
- Boston Legal (2004-2008)
- Discovery Atlas: China Revealed (2006)
- Shorts (2009)
- The Office (2005-2013)
- Lincoln (2012)
- The Blacklist (2013-2023) (152 afl.)
- The Homesman (2014)
- Avengers: Age of Ultron (2015)